# ماهورک
ماهورک، روستایی از توابع بخش کرچمبو شهرستان بوئین و میاندشت در استان اصفهان ایران است.مردم این روستا به زبان لری سخن می‌گویند.

## جمعیت
این روستا در دهستان کرچمبو جنوبی قرار دارد و براساس سرشماری مرکز آمار ایران در سال ۱۳۸۵، جمعیت آن ۱۳۳ نفر (۳۰خانوار) بوده‌است.